# Treffauer
Treffauer är ett berg i Österrike.   Det ligger i distriktet Kufstein och förbundslandet Tyrolen, i den centrala delen av landet, 300 km väster om huvudstaden Wien. Toppen på Treffauer är 2 304 meter över havet. Treffauer ingår i Kaisergebirge.
Terrängen runt Treffauer är bergig norrut, men söderut är den kuperad. Närmaste större samhälle är Kufstein, 9,5 km väster om Treffauer. 
Trakten runt Treffauer består i huvudsak av gräsmarker. Runt Treffauer är det ganska tätbefolkat, med 52 invånare per kvadratkilometer.